# Enoshima Electric Railway
Энодэн или Enoshima Electric Railway (яп. 江ノ島電鉄) — железнодорожная линия в Японии, префектуре Канагава. Находится в туристическом районе, соединяет города Фудзисава и Камакура, вдоль линии располагается остров Эносима, а также Котоку-ин — буддистский храм с знаменитой 13 метровой статуй Будды — Амитабха. Часть маршрута проходит по берегу залива Сагами. Линия принадлежит одноимённой компании Enoshima Electric Railway Co. Ltd., которая также занимается автобусными перевозками в районе Эносимы и входит в состав консорциума Одакю.

## Общие сведения
Обозначение линии: 
Длина линии — 10 километров, ширина колеи — 1067 мм. 15 станцией с высокими платформами соединены одноколейным маршрутом; для обеспечения двустороннего движения на линии оборудовано 6 разъездов, из них 5 — на станциях. Линия электрифицирована на постоянном токе 600 В.
Линия была открыта в 1 сентября 1902 года и с тех пор практически не менялась.
Линию обслуживает единственное депо рядом с платформой Гокуракудзи. Подвижной состав на линии насчитывает 15 составов 9 уникальных типов: самые старые вагоны (300 серия) выпущены в 1960 году. Также на линии работают современные поезда стилизованные под ретро, например, внешний вид состава 10 серии напоминает Восточный экспресс.
Поезда ходят в спаренном и неспаренном исполнении с интервалом 12 минут.
Часть маршрута (4 участка общей длиной 980 метров) проложена по автомобильным дорогам общего пользования, что создаёт споры вокруг маршрута и позволяет некоторыми людьми рассматривать данный маршрут как трамвай.

## Станции
| №    | Станция           | Международное название | Японское название | Дистанция (км.) | Пересадка на линию |
| ---- | ----------------- | ---------------------- | ----------------- | --------------- | --- |
| EN01 | Фудзисава         | Fujisawa               | 藤沢              | 0.0             | Линия Токайдо Линия Эносима (Одакю)                                                                                       |
| EN02 | Ishigami          | Ishigami               | 石上              | 0.6             | |
| EN03 | Yanagikōji        | Yanagikōji             | 柳小路            | 1.2             | |
| EN04 | Kugenuma          | Kugenuma               | 鵠沼              | 1.9             | |
| EN05 | Shōnankaigankōen  | Shōnankaigankōen       | 湘南海岸公園      | 2.7             | |
| EN06 | Enoshima          | Enoshima               | 江ノ島            | 3.3             | Линия Эносима (Одакю) Станция Катасэ-Эносима Линия Shonan Monorail (Монорельс Сёнан) Станция Shonan-Enoshima Station (en) |
| EN07 | Koshigoe          | Koshigoe               | 腰越              | 3.9             | |
| EN08 | Kamakura-Kōkō-Mae | Kamakura-Kōkō-Mae      | 鎌倉高校前        | 4.7             | |
| EN09 | Shichirigahama    | Shichirigahama         | 七里ヶ浜          | 5.6             | |
| EN10 | Inamuragasaki     | Inamuragasaki          | 稲村ヶ崎          | 6.8             | |
| EN11 | Gokurakuji        | Gokurakuji             | 極楽寺            | 7.6             | |
| EN12 | Hase              | Hase (Kanagawa)        | 長谷              | 8.3             | |
| EN13 | Yuigahama         | Yuigahama              | 由比ヶ浜          | 8.9             | |
| EN14 | Wadazuka          | Wadazuka               | 和田塚            | 9.2             | |
| EN15 | Kamakura          | Kamakura               | 鎌倉              | 10.0            | Линия Йокосука |

## Популярность
Линия проходит по живописному пригороду, иногда всего в нескольких метрах от жилых домов. Некоторые участки проходят по проезжей части. Благодаря этому, юридически Эноден считается не железной дорогой, а трамвайной линией — одним из трёх последних оставшихся на 2017 год в районе Большого Токио трамваев. Дорога считается одной из самых живописных в Японии и часто упоминается в массовой культуре.

### Анимация
- Данный маршрут показан в 5 м эпизоде аниме 2011 года A Channel, где главные герои ехали на нём на море, и описывали данный поезд, как трамвай.
- Станция EN09 Shichirigahama а также часть маршрута показана в аниме 2018 года Rascal Does Not Dream of Bunny Girl Senpai.

### Компьютерные игры
- Маршрут Энодэна целиком смоделирован в железнодорожном симуляторе Densha de GO! Ryojōhen

### Ютуб
- Запись всего маршрута, вид из кабины машиниста, сделана пользователем SlepyTW в 2017 году под названием «Densha Otoko. Enoshima Electric Railway. Kamakura to Fujisawa»[2]